# LB作戦
LB作戦は第二次世界大戦中のマルタへの航空機輸送作戦の一つ。
空母「イーグル」がスピットファイア17機とピケットII作戦でマルタへ送れなかったアルバコア6機を載せ、空母「アーガス」、軽巡洋艦「カリブディス」、駆逐艦「Westcott」、「アンテロープ」、「Wrestler」、「Wishart」、「パートリッジ」、「Ithuriel」とともに1942年5月17日にジブラルタルより出撃。翌日、エンジントラブルで遅れていた駆逐艦「Vidette」が合流したが、同艦は「イーグル」からのスピットファイア発進の前にトラブル再発によりジブラルタルへ向かった。
5月18日（19日）に「イーグル」はスピットファイアとアルバコアをマルタへ向けて発進させたが、アルバコアは全機エンジントラブルのため引き返した。また、カタリナ1機がヴィーシーフランスの戦闘機から攻撃を受けて不時着水したとの報告を受けて「Ithuriel」が派遣され、同艦掩護のため「アーガス」からフルマー2機が発艦した。フルマーはフランス機と交戦して1機が撃墜された。帰還したフルマーはフランス機1機を撃墜したと報告している。「Ithuriel」はカタリナの乗員と撃墜されたフルマー乗員の内1名を救助した。同日、帰途についたところでサルデーニャ島から飛来したイタリアのサヴォイア・マルケッティ SM.79雷撃機3機の攻撃を受けたが被害はなかった。イタリア側は1機が被弾して不時着水している。翌日、ソードフィッシュ1機が不時着水したが、乗員は救助された。
5月19日（20日）、ジブラルタルに帰投。